# Robusta maculata
La Robusta maculata è una razza italiana di pollo selezionata intorno al 1965 presso la stazione sperimentale di pollicoltura di Rovigo. Questo pollo è stato creato con lo scopo di avere una razza a duplice attitudine, ossia buona produttrice sia di carne che di uova, ed è caratterizzato da un piumaggio bianco argento orlato e macchiato irregolarmente di nero. È una razza  riconosciuta dalla FIAV  disponendo  di uno standard  di tale ente.

## Origini
La razza fu selezionata intorno al 1965 presso la stazione sperimentale di pollicoltura di Rovigo, utilizzando la Robusta lionata, la White America  e la Orpington di colorazione fulva.

## Caratteristiche fisiche
I galli possono raggiungere i 4,5 kg, le galline non superano i 3,5 kg.

La colorazione è bianca e nera. Nei pulcini il bianco è presente solo in piccole macchie e il resto del corpo è scuro eccetto per il ventre. Gli adulti, invece, hanno la mantella color argento e sono bianchi a macchie nere.

## Riproduzione
Le uova pesano fino a 60 gr. Una gallina ne depone mediamente non più di 160 in un anno.